# Planet Pop
Planet Pop è l'album di debutto del gruppo musicale dance tedesco ATC, pubblicato il 6 novembre 2000.

## Tracce
1. Introducing ATC – 0:41
2. Around the World (La La La La La) – 3:38
3. My Heart Beats Like A Drum (Dum Dum Dum) – 3:43
4. Thinking Of You – 3:45
5. Until – 3:50
6. Mistake No. 2 – 4:08
7. Why Oh Why – 3:55
8. Without Your Love – 3:23
9. So Magical – 3:38
10. Notte D'amore Con Te – 4:06
11. Mind Machine – 3:37
12. Let Me Come & Let Me Go – 3:17
13. Lonely – 3:51
14. Lonesome Suite – 1:08
15. Love Is Blind – 3:04
16. With You – 3:52
17. Heartbeat Outro – 1:07
18. My Heart Beats Like A Drum (Dum Dum Dum) (International Radio Edit) – 3:55

## Classifiche
| Classifica (2000-01) | Posizione massima |
| -------------------- | ----------------- |
| Austria              | 46                |
| Finlandia            | 10                |
| Germania             | 11                |
| Svizzera             | 47                |